# Mämjärvi
Mämjärvi är en sjö i kommunen Savitaipale i landskapet Södra Karelen i Finland. Sjön ligger 105,1 meter över havet. Den är 8,8 meter djup. Arean är 78 hektar och strandlinjen är 5,57 kilometer lång. Sjön  ingår i Vuoksens huvudavrinningsområde.   Den ligger omkring 43 km väster om Villmanstrand och omkring 170 km nordöst om Helsingfors. 